# Dreamstime
A Dreamstime egy amerikai online jogdíjmentes fotószolgáltató.
Intelligens rendszerük van képszerkesztésre.
A Dreamstime honlapján sok rész található – fényképek, hangok, videók, vektorok –, de az egyik legérdekesebb az ingyenes fotószakasz, ahol a felhasználók fényképeket tölthetnek le.
2006 szeptemberétől kezdve a Dreamstime a DMLA 8Amerikai Egyesült Államok Képarchívum Tanácsa) tagja, az Egyesült Államok tőzsdei ügynökségeinek kereskedelmi szövetsége és 2007 októberében az Dreamstime az első közösségi székhelyű ügynökség. A CEPIC (az európai képügynökségek sajtóállományi örökségének koordinálása) tagja. 2015-ben az Dreamstime az Európai Technológiai Szövetség egyik alapító tagja.
Van egy váltás, ami most megtörténik, vagy éppen most történik. A stock fotózás zárt piac volt 15 évvel ezelőtt. Vevőként nehéz volt belépni – meg kellett fizetnie az árat. Hozzájárulóként szinte lehetetlen volt. Ez a piac most nyitva van – bárki csatlakozhat. 
Hasonló változás következik be a felhasználókat, akik letöltik a képeket. Eddig ez a piac a szakemberek számára működik, de a dolgok hamarosan megváltoznak, több embernek szüksége lesz a vizuális tartalmakra a különböző személyes igényeikhez.
2019 júliusában 2019-ben több mint 108.000.000 fotó, és több mint 25.780.000 felhasználójuk volt.